# Ртищев, Максим Григорьевич
Максим Григорьевич Ртищев (ум. 1686) — русский государственный и военный деятель, дворянин московский, полковой и городовой воевода, старший сын постельничего и думного дворянина Григория Ивановича Ртищева.

## Биография
8 октября 1647 года Максим Григорьевич Ртищев начал свою службу «по жилецкому списку» в Калуге, когда там на воеводстве находился его отец Григорий Иванович Ртищев. 17 февраля 1656 года дворянин московский М. Г. Ртищев был назначен на воеводство в Енисейск, где провел три года. В 1659 году по царскому указу вызван из Енисейска в Москву. Вскоре был назначен командиром особого полка, с которым отправлен «промышлять над шишами», то есть шпионами, «от Серпейска и от Мосальска».
В 1660 году был со своим отрядом послан в полк боярина князя Юрия Алексеевича Долгорукова, действовавший в мстиславском и кричевском уездах, против «государевых изменников поветовой шляхты и черкас». Максим Ртищев соединился с полками Ю. А. Долгорукова перед битвой под Могилевом 24-26 сентября, во время которого были разгромлены польско-литовские войска под командованием Павла Сапеги и Стефана Чарнецкого. В одном из сових посланий царю Алексею Михайловичу главный воевода Юрий Алексеевич Долгоруков поместил имя Максима Ртищева ниже своих товарищей Осипа Сукина и Семёна Змеева. В ответ постельничий Григорий Иванович Ртищев, отец Максима, подал челобитную на царское имя, в которой, находя, что сын его тем обесчещен, он просил: «не выдай, государь, сынишка моего стольникам и воеводам Осипу Сукину и Семену Змееву, чтобы тем мне, холопу твоему, и сынишку моему от иных родов, кому я, холоп твой, в версту, в попреке и обесчещену не быть». В тот же день, 4 января 1661 года, «Государь пожаловал, — велел его челобитье записать; а быть ему с боярином и воеводою со князем Ю. А. Долгорукова, а товарищам, Осипу Сукину и Семену Змееву до него дела нет». Вскоре войска под командованием Ю. А. Долгорукова были распущены. Воевода Максим Ртищев 16 января получил приказ зимовать со своим полком на реке Басе. Под его командованием находилось 4 жильца, 429 касимовских и 289 кадомских рейтаров, в основном князей и мурз, и 208 солдат.
В декабре 1661 года воевода Максим Григорьевич Ртищев находился в Москве, где участвовал в разных придворных церемониях. Так, в качестве головы сотни московских дворян участвовал в торжественной встрече английского посла «князя Чарлуса Говорна».
В июне 1668 года назначен на воеводство в Тотьму, где сменил воеводу Пимена Савельевича Орлова.
В 1670 году участвовал в подавлении разинского восстания. Еще в июне 1669 года М. Г. Ртищев сообщал в Москву о появлении в тотемском и устюжском уездах отрядов мятежников, разоривших князя С. И. Козловского и других помещиков. Вскоре крестьянское восстания из Поволжья распространилось на луговую сторону Волги и охватило Заволжье. 
В Козьмодемьянске было собрано 15-тысячное повстанческое войско, от которого отделился небольшой отряд под командованием кадомского казака и атамана Ильи Ивановича Пономарева. Это отряд выступил на Ветлугу, а оттуда на Унжу, рассылая по окрестным селам «прелестные грамоты», разоряя и сжигая дворянские поместья и вотчины. Отряд Пономарева, возросший за счет крестьян до 700 человек, превратился в большую силу. Повстанцы разделились на сотни и десятки, имели собственные знамёна. 3 ноября 1670 года мятежники подошли к Унже, заняли посад, где освободили всех заключенных из тюрем, разграбили кружечный и таможенный дворы, захватили всею царскую «денежную казну» и перебили стрельцов. Затем повстанцы отступили за реку Шангу, но были настигнуты и разбиты в бою стольником и воеводой Василием Саввичем Нарбековым. 
Унженский воевода В. С. Нарбеков отправил несколько отрядов для преследования отступающих мятежников. Однако лидеры мятежников Пономарев и Мумарин смогли скрыться. В. С. Нарбеков сообщил об их бегстве тотемскому воеводе М. Г. Ртищеву и галицкому воеводе С. М. Нестерову. В декабре Максим Ртищев отправил из Тотьмы отряд (100 чел.), который смог схватить самого Пономарева и пять его сообщников близ Усолья Леденского. М. Г. Ртищев приказал повесить всех пойманных мятежников на берегу р. Сухоны. В феврале 1671 года Ртищев сдал воеводство в Тотьме своему преемнику Андрею Непейцыну и отбыл в Москву.
1 января 1674 года, будучи в царском полку, в чине головы жильцов участвовал в торжественной встрече кызылбашских послов. В 1677 году назначен в полк князя В. В. Голицына и должен был принять участие в походе на Чигирин. По просьбе своего двоюродного дяди, окольничего Михаила Алексеевича Ртищева царь Фёдор Алексеевич разрешил Максиму Ртищеву остаться в столице. Он был вновь зачислен в царский полк и находился в Москве до смерти М. А. Ртищева в декабре 1677 года.
В 1680 году Максим Григорьевич Ртищев был уволен в военной службы. Его зачислили в походные дворяне, то есть в число дворян, сопровождавших цариц Наталью Кирилловну и Марфу Матвеевну в их «походах» по подмосковным монастырям и сёлам.
В 1681 году  назначен на воеводство в Балахну, где его товарищем (заместителем) стал старший сын Даниил Максимович Ртищев.

## Семья
Максим Григорьевич Ртищев был дважды женат. Дети: стольники Даниил Максимович Ртищев и Илья Максимович Ртищев.